# Trizogeniates bordoni
Trizogeniates bordoni är en skalbaggsart som beskrevs av Martinez 1965. Trizogeniates bordoni ingår i släktet Trizogeniates och familjen Rutelidae. Inga underarter finns listade i Catalogue of Life.